# 羊官寺
羊官寺（藏語：སྟོང་ཤགས་བཀྲ་ཤིས་ཆོས་གླིང，威利转写：stong shags bkra shis chos gling），又称寿乐寺，位于中国青海省海东市乐都区寿乐乡阳关沟，为第六批青海省文物保护单位，公布日期为1998年12月22日，类型为古建筑。
羊官寺的历史年代为明。